# قرع كبير
القرع الكبير أو القرع الإسلامبولي أو القرع الأصفر أو القرع الحلو أو القرع العسلي أو القرع الملطي أو القرع (الاسم العلمي: Cucurbita maxima)، هو واحد من أربعة أنواع على الأقل من القرع المزروع، وهو أحد أكثر الأنواع المستأنسة تنوعًا. نشأت هذه الأنواع في الغابات الاستوائية لأمريكا الجنوبية.